# Camden (Ohio)
Pour les articles homonymes, voir Camden.
Camden est un village du comté de Preble dans l'Ohio aux États-Unis.